# Yolande van Vianden

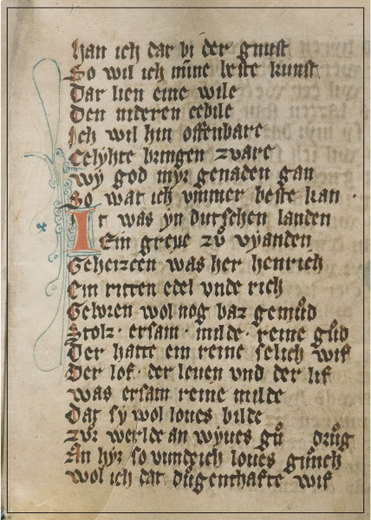
Bladzijde uit de Codex Mariendalensis met een gedicht over het "Leven van Yolanda van Vianden" geschreven in het Moezelfrankisch, waar het Luxemburgs een variant van is

De zalige Yolanda van Vianden (1231-1283) was een Luxemburgs geestelijke. Yolande was een dochter van graaf Hendrik I van Vianden en Margaretha van Namen. Na veel protesten van haar ouders trad zij in 1248 in bij de dominicanessen van Marienthal, een klooster in de buurt van Mersch in Luxemburg. In 1258 werd zij tot priores gekozen en onder haar leiding kwam het klooster tot grote bloei. Zij stierf in 1283 en in daarop in de kloosterkerk begraven.
Haar biografie, opgetekend door broeder Hermann von Veldenz, is bewaard gebleven in de Codex Mariendalensis.
Haar feestdag is op 17 december.